# Nage en eau libre aux championnats du monde de natation 2009
Navigation
Melbourne 2007 Shanghai 2011
Six épreuves de nage en eau libre sont disputées dans le cadre des Championnats du monde de natation 2009 organisés à Rome (Italie). Elles se déroulent du 21 au 25 juillet 2009 dans le quartier romain d'Ostie. Avec trois médailles d'or, l'Allemagne termine en tête du tableau des médailles, en partie grâce au doublé de Thomas Lurz, sacré champion du monde des 5 et 10 km.
Initialement prévues dès le 19 juillet, les épreuves de nage en eau libre sont plusieurs fois reportées par la FINA en raison d'orages, lesquels ont rendu impraticables les sites d'Ostie. En conséquence et finalement, les deux épreuves de 5 km sont reportées au 21 juillet ; celles de 10 km prévues les 21 et 22 juillet se déroulent toutes les deux le 22 ; enfin, celles de 25 km, programmées à l'origine les 24 et 25 juillet, se déroulent toutes deux le 25,,.

## Délégations
Trente-neuf délégations sont représentées dans les épreuves de nage en eau libre des Championnats du monde 2009. Les équipes chinoise et mexicaine, composées de dix membres chacune, sont les plus imposantes. En tout, 154 nageurs participent aux six épreuves organisées,.
| - Afrique du Sud – 5 - Allemagne – 7 - Antigua-et-Barbuda – 3 - Arabie saoudite – 1 - Australie – 8 - Azerbaïdjan – 2 - Belgique – 2 - Brésil – 7 - Bulgarie – 2 - Canada – 6 - Chili – 1 - Chine – 3 - Costa Rica – 1 | - Croatie – 3 - Égypte – 2 - Équateur – 4 - Espagne – 5 - États-Unis – 7 - France – 9 - Grèce – 3 - Guatemala – 2 - Hong Kong – 1 - Hongrie – 3 - Israël – 2 - Italie – 10 - Macédoine – 1 | - Mexique – 10 - Nouvelle-Zélande – 2 - Pays-Bas – 2 - Portugal – 3 - République tchèque – 6 - Royaume-Uni – 7 - Russie – 8 - Slovaquie – 2 - Slovénie – 2 - Suisse – 2 - Syrie – 1 - Ukraine – 5 - Venezuela – 4 |

## Résultats détaillés

### 5 km
| Rang | Nom                          | Temps / Écart |
| ---- | ---------------------------- | ------------- |
| 1    | Melissa Gorman (AUS)         | 56 min 55 s 8 |
| 2    | Larisa Ilchenko (RUS)        | + 0 s 5       |
| 3    | Poliana Okimoto (BRA)        | + 3 s 5       |
| 4    | Yurema Requena Juarez (ESP)  | + 5 s 0       |
| 5    | Ekaterina Seliverstova (RUS) | + 8 s 9       |
| 6    | Kristel Köbrich (CHI)        | + 21 s 3      |
| 7    | Andreina Pinto Perez (VEN)   | + 33 s 6      |
| 8    | Kate Brookes-Peterson (AUS)  | + 46 s 9      |
| 9    | Emily Brunemann (USA)        | + 47 s 2      |
| 10   | Rachele Bruni (ITA)          | + 47 s 4      |

| Rang | Nom                          | Temps / Écart |
| ---- | ---------------------------- | ------------- |
| 1    | Thomas Lurz (GER)            | 56 min 26 s 9 |
| 2    | Spyrídon Yanniótis (GRE)     | + 0 s 3       |
| 3    | Chad Ho (RSA)                | + 15 s 0      |
| 4    | Luce Ferretti (ITA)          | + 17 s 4      |
| 5    | Andrew Gemmell (USA)         | + 18 s 0      |
| 6    | Loïc Branda (FRA)            | + 20 s 1      |
| 7    | Fran Crippen (USA)           | + 20 s 2      |
| 8    | Diego Nogueira Montero (ESP) | + 20 s 3      |
| 9    | Simone Ruffini (ITA)         | + 20 s 4      |
| 10   | Francisco Jose Heravas (ESP) | + 21 s 0      |
| 10   | Vladimir Dyatchin (RUS)      | + 21 s 0      |

### 10 km
| Rang | Nom                          | Temps / Écart     |
| ---- | ---------------------------- | ----------------- |
| 1    | Keri-Anne Payne (GBR)        | 2 h 01 min 37 s 1 |
| 2    | Ekaterina Seliverstova (RUS) | + 0 s 9           |
| 3    | Martina Grimaldi (ITA)       | + 1 s 5           |
| 4    | Andreina Pinto Perez (VEN)   | + 3 s 7           |
| 5    | Angela Maurer (GER)          | + 3 s 8           |
| 6    | Linsy Heister (NED)          | + 3 s 9           |
| 7    | Poliana Okimoto (BRA)        | + 4 s 4           |
| 8    | Margarita Dominguez (ESP)    | + 8 s 5           |
| 9    | Marianna Lymperta (GRE)      | + 8 s 6           |
| 10   | Jana Pechanova (CZE)         | + 13 s 1          |

| Rang | Nom                         | Temps / Écart     |
| ---- | --------------------------- | ----------------- |
| 1    | Thomas Lurz (GER)           | 1 h 52 min 06 s 9 |
| 2    | Andrew Gemmell (USA)        | + 1 s 4           |
| 3    | Fran Crippen (USA)          | + 3 s 8           |
| 4    | Valerio Cleri (ITA)         | + 4 s 5           |
| 5    | Brian Ryckeman (BEL)        | + 6 s 2           |
| 6    | Spyrídon Yanniótis (GRE)    | + 6 s 7           |
| 7    | Francisco Jose Hervas (ESP) | + 7 s 8           |
| 8    | Trent Grimsey (AUS)         | + 7 s 9           |
| 9    | Mazen Metwaly (EGY)         | + 8 s 0           |
| 10   | Evgeny Drattsev (RUS)       | + 8 s 1           |

### 25 km
| Rang | Nom                       | Temps / Écart     |
| ---- | ------------------------- | ----------------- |
| 1    | Angela Maurer (GER)       | 5 h 47 min 48 s 0 |
| 2    | Anna Uvarova (RUS)        | + 3 s 9           |
| 3    | Federica Vitale (ITA)     | + 4 s 7           |
| 4    | Margarita Dominguez (ESP) | + 49 s 6          |
| 5    | Célia Barrot (FRA)        | + 1 min 12 s 7    |
| 6    | Linsy Heister (NED)       | + 1 min 20 s 1    |
| 7    | Martina Grimaldi (ITA)    | + 1 min 48 s 7    |
| 8    | Stefanie Biller (GER)     | + 2 min 20 s 8    |
| 9    | Natalia Pankina (RUS)     | + 2 min 48 s 8    |
| 10   | Eva Fabian (USA)          | + 2 min 53 s 5    |

| Rang | Nom                         | Temps / Écart     |
| ---- | --------------------------- | ----------------- |
| 1    | Valerio Cleri (ITA)         | 5 h 26 min 31 s 6 |
| 2    | Trent Grimsey (AUS)         | + 19 s 1          |
| 3    | Vladimir Dyatchin (RUS)     | + 2 min 57 s 7    |
| 4    | Brian Ryckeman (BEL)        | + 3 min 46 s 8    |
| 5    | Loïc Branda (FRA)           | + 3 min 49 s 3    |
| 6    | Bertrand Venturi (FRA)      | + 3 min 51 s 3    |
| 7    | Brendan Capell (AUS)        | + 3 min 55 s 9    |
| 8    | Rostislav Ritek (CZE)       | + 6 min 07 s 2    |
| 9    | Simon Tobin-Daignault (CAN) | + 8 min 16 s 6    |
| 10   | Libor Smolka (CZE)          | + 8 min 34 s 8    |

## Tableau des médailles
| Rang  | Nation         | Or | Argent | Bronze | Total |
| ----- | -------------- | -- | ------ | ------ | ----- |
| 1     | Allemagne      | 3  | 0      | 0      | 3     |
| 2     | Australie      | 1  | 1      | 0      | 2     |
| 3     | Italie         | 1  | 0      | 2      | 3     |
| 4     | Royaume-Uni    | 1  | 0      | 0      | 1     |
| 5     | Russie         | 0  | 3      | 1      | 4     |
| 6     | États-Unis     | 0  | 1      | 1      | 2     |
| 7     | Grèce          | 0  | 1      | 0      | 1     |
| 8     | Afrique du Sud | 0  | 0      | 1      | 1     |
| 8     | Brésil         | 0  | 0      | 1      | 1     |
| Total | Total          | 6  | 6      | 6      | 18    |